# Shinkansen-Baureihe 200
Die Shinkansen-Baureihe 200 (jap. 新幹線200系電車, Shinkansen 200-kei densha) war ein japanischer Hochgeschwindigkeitszug, der 1980 von der staatlichen japanischen Eisenbahngesellschaft für die Tōhoku- und Jōetsu-Shinkansen eingeführt wurden. Die letzte Garnitur der Serie wurde im März 2013 außer Dienst gestellt. Trotz der höheren Nummerierung der Baureihe wurde die Baureihe 200 vor der Baureihe 100 produziert.

## Geschichte
Äußerlich waren sich die meisten Züge der Baureihe 200 und der Baureihe 0 äußerst ähnlich. Allerdings war die Baureihe 200 leichter und deutlich leistungsstärker, da ihr Einsatzprofil größere Steigungen bei der Durchquerung der japanischen Berge vorsah. Da diese Strecken im Winter stark schneeanfällig sind, wurden die Züge mit kleinen Schneepflügen an der Front ausgestattet.
Die Originallackierung der Baureihe 200 bestand aus einer elfenbeinfarbenen Grundlackierung mit einem grünen Band auf Höhe der Fenster und im unteren Bereich. Ab 1999 wurden einige Garnituren für eine längere Einsatzdauer ertüchtigt und dabei mit einem neuen Farbschema (unteres Drittel dunkelblau, hellgrünen Zierstreifen, oberer Bereich weiß) versehen.
Die ersten Modelle waren auf 210 km/h zugelassen, spätere waren auf 240 km/h ausgelegt. Vier Einheiten wurden auf 276 km/h leistungsgesteigert. Ab 1992 wurden einige Züge modifiziert und mit Kupplungen an den Zugenden ausgestattet, um abschnittsweise mit den Mini-Shinkansen der Strecken Fukushima–Yamagata–Shinjō und Morioka–Akita zusammengekuppelt zu werden. Diese Garnituren sind seit 2004 nicht mehr im Dienst.
Um der steigenden Nachfrage gerecht zu werden, wurden in den 1990er Jahren in einigen Garnituren Doppelstockwagen eingefügt.
Ab 1997 wurden die ältesten Einheiten außer Dienst gestellt. Zwischen 1999 und 2002 wurden einige Garnituren ertüchtigt. Im März 2013 wurde die letzte Garnitur der Baureihe 200 außer Dienst gestellt. Eine Einheit ist im Eisenbahnmuseum Saitama ausgestellt.

## Varianten
Aus:

### E (1982 bis 1993)
Garnituren aus zwölf Wagen für die Tōhoku Shinkansen Yamabiki und Aoba Verbindungen sowie für die Jōetsu Shinkansen Asahi und Toki Verbindungen. Die E-Serie war auf 210 km/h zugelassen und wurde 1993 außer Dienst gestellt.

### F (1983 bis 2007)

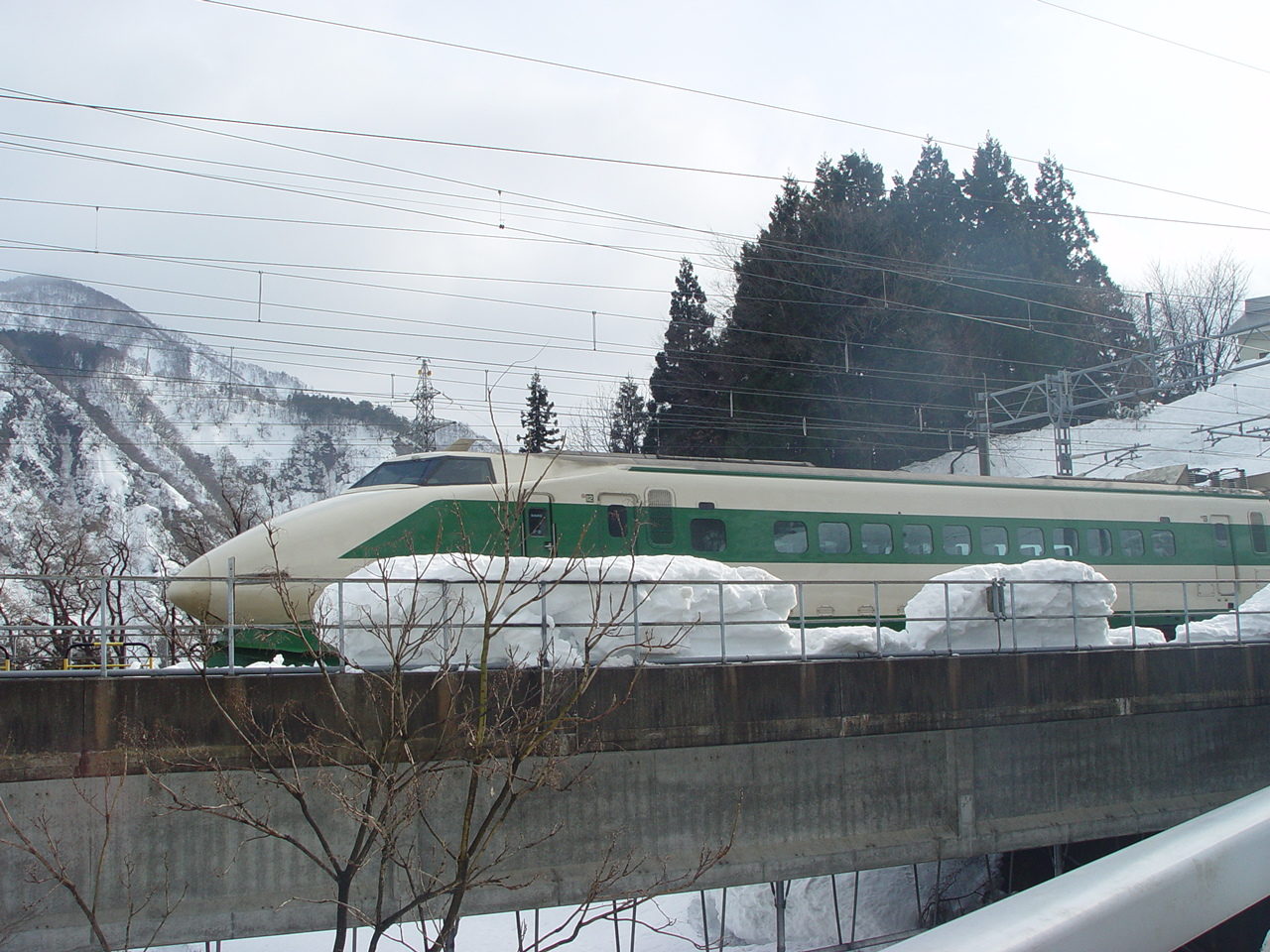
Baureihe 200-F8: Die Front entspricht weitestgehend der Baureihe 100

Garnituren aus zwölf Wagen mit einer zugelassenen maximalen Höchstgeschwindigkeit von 240 km/h.
Ab März 1990 wurden vier Einheiten (F90 bis F93) leistungsgesteigert, so dass sie eine maximale Höchstgeschwindigkeit von 275 km/h im Ohshimizu-Tunnel auf der Jōetsu-Strecke (aber nur Richtung Niigata) als schnellste Asahi-Verbindungen (vier bis acht Verbindungen pro Tag) erreichen konnten. Als ab 1998 diese Verbindungen durch Züge der Baureihe E2 ersetzt wurden, wurde Garnitur F90 fortan mit 240 km/h gemeinsam mit den restlichen Garnituren der F-Variante betrieben. 2004 wurde die F90-Garnitur außer Dienst gestellt.
Garnitur F80 wurde anlässlich der Olympischen Winterspiele 1998 in Nagano modifiziert (Verstärkung der Widerstandsbremse und Einschiffung der Vorrichtung zur Frequenzumschaltung (50 Hz/60 Hz)), um die Strecke der Nagano-Shinkansen fahren zu können. Die F80-Garnitur wurde 2004 außer Dienst gestellt.

### G (1987 bis 1999)
Garnituren aus zehn und später aus acht Wagen mit einer Höchstgeschwindigkeit von 210 km/h, die ab 18. April 1987 eingesetzt wurden.

### H (1990 bis 2005)

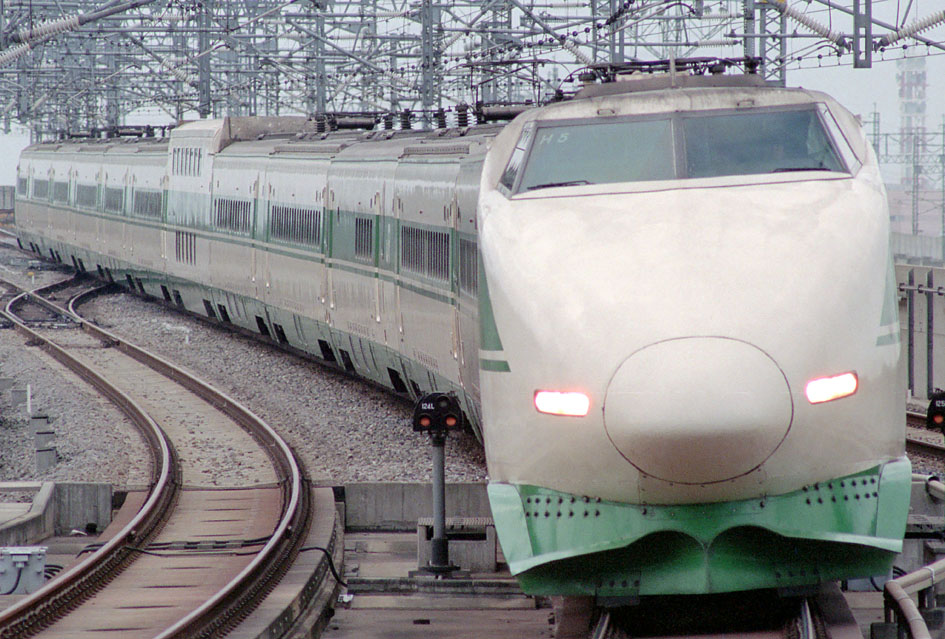
13-teilige Garnitur H5 mit Doppelstockwagen (ca. 1990)

Sechs Garnituren aus 13 Wagen, später aus 16 Wagen (H1 bis H6), mit einer Höchstgeschwindigkeit von 240 km/h. Die H-Variante wurde auf der Yamabiko-Verbindung eingesetzt und hatte einen, später zwei Doppelstockwagen in der Zugmitte.
Die Garnituren H4 und H5 wurden im Sommer 2004 für die Sommerferiensaison neu zusammengestellt, so dass sie aus zwölf Wagen bestanden und keine erste Klasse hatten. Diese beiden Einheiten wurden bis Mitte 2005 betrieben.

### K (1992 bis 2013)

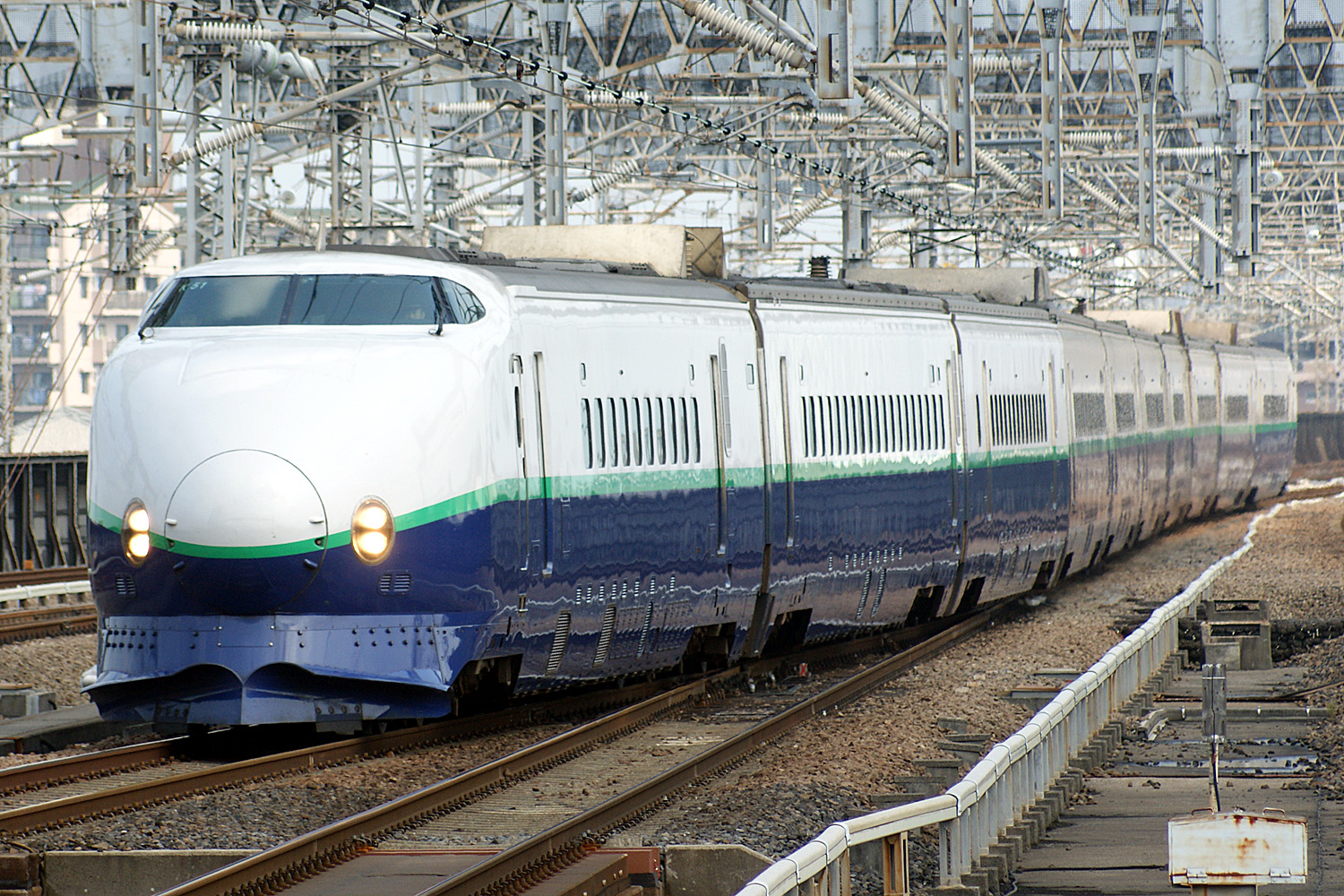
Baureihe 200 in neuer Farbgestaltung (ab 1999)

Garnituren aus acht und zehn Wagen mit einer Höchstgeschwindigkeit von 240 km/h, die später so umgerüstet wurden, dass sie gemeinsam mit Zügen der Baureihe 400 der Yamagata-Shinkansen und gemeinsam mit der Baureihe E3 der Akita-Shinkansen eingesetzt werden können.
Während die Züge der K-Serie auf der Tōhoku-Shinkansen bereits zum 18. November 2011 außer Dienst genommen wurden, blieben einige Garnituren auf der Jōetsu-Shinkansen noch bis März 2013 im Einsatz. Mit ihrer Außerbetriebnahme endete der Betrieb der Baureihe 200.
Garnitur K25 war der erste und bislang einzige Shinkansen-Zug, der jemals entgleist ist. Die Entgleisung geschah während des Chūetsu-Erdbebens im Jahr 2004 auf der Jōetsu-Shinkansen. Obwohl acht der zehn Wagen der Garnitur entgleisten, kamen dank der automatischen Notbremsung keine Fahrgäste zu Schaden.